# Músculo tibial posterior
El músculo tibial posterior, también llamado musculus tibialis posterior, tiene forma alargada y está situado en la región posterior de la pierna, entre los músculos flexor largo de los dedos y el flexor largo del dedo gordo, es decir, en el plano profundo.

## Inserción

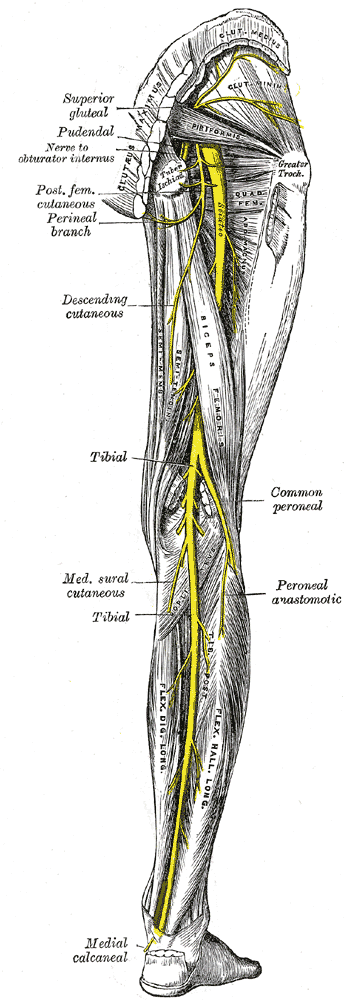
Inervación

Se origina en la parte proximal de la superficie posterior de la tibia (en la línea oblicua, debajo del músculo sóleo), en la membrana interósea de la pierna y en la cara medial del peroné (regiones adyacentes de tibia y peroné, mientras que en su zona inferior forma un tendón que traspasa por detrás del maléolo interno del tobillo, llega a la planta del pie y se inserta en la tuberosidad del hueso escafoides (también conocido como navicular), en la apófisis menor del calcáneo, dando expansiones a la superficie plantar de los huesos cuneiformes medial, intermedio y lateral, a la cara plantar del cuboides y a la cara plantar de la base de los metatarsianos II, III y IV.

## Recorrido[2]
Desde las numerosas y extensas superficies de inserción, las fibras carnosas del tibial posterior se dirigen hacia abajo alrededor de un largo tendón. Primeramente este tendón se sitúa superficial al flexor largo de los dedos. En el tercio inferior de la pierna, antes de llegar al maléolo medial, su tendón cruza profundamente el tendón del músculo flexor largo de los dedos formando el quiasma crural. El tendón de inserción pasa posterior al maléolo medial y anterior al tendón del músculo flexor largo de los dedos, fijado por el retináculo de los músculos flexores. Rodea de arriba abajo y de atrás a delante al maléolo interno hasta el tubérculo del escafoides tarsiano, desde donde dará expansiones. 

## Quiasmas[1]
El músculo tibial posterior participa en los quiasmas crural y plantar. En el quiasma crural (premaleolar) el tibial posterior ha cruzado profundamente el tendón del flexor lardo de los dedos. En cambio, en el quiasma plantar (postmaleolar), los tendones de los músculos involucrados se sitúan en el siguiente orden: tibial posterior – flexor propio del dedo gordo – flexor largo de los dedos. 

## Funciones
Su contracción tiene 3 funciones:
- Adducción del pie. Efectúa una tracción interna que provoca la adduccion tarsiana, es decir hace que la planta del pie mire hacia dentro y se eleve su borde interno, función antagónica con la del músculo peroneo lateral corto.

- Estabilización de la bóveda plantar. La inserción en el centro del tarso que se dispone en forma de arcada, sirve para estabilizar la bóveda del pie en su tercio posterior.

- Flexión plantar del pie. Es una acción secundaria que es antagónica con la del músculo tibial anterior.[5]
- Además de la flexión plantar y la aducción, también realiza supinación del pie (aproxima e invierte).[4]  Estos tres movimientos realizados de forma conjunta se denominan inversión del pie. También sostiene el arco medial del pie durante la marcha.[3] Forma una rienda junto al peroneo largo (sostén arcos plantares).[3]

## Vascularización
La realizan ramas de la arteria tibial posterior

## Inervación
La lleva a cabo el nervio tibial (L4 – L5, hay fuentes que indican de L4-S1), sus ramas penetran por su cara superficial, a nivel de su mitad superior.

## Lesiones
Las más frecuentes son las tendinopatías (lesiones del tendón), habituales durante la actividad deportiva, sobre todo en los corredores de distancias largas. Provoca dolor en la región posterior del maléolo interno del tobillo que aumenta cuando se realiza la adducción, supinación o extensión del pie, por ejemplo al colocarse en posición de puntillas o hacer que la planta del pie mire hacia dentro.